# Blåsut (Stockholms tunnelbana)
Blåsut ist eine oberirdische Station der Stockholmer U-Bahn. Sie befindet sich im Stadtteil Johanneshov. Die Station wird von der Gröna linjen des Stockholmer U-Bahn-Systems bedient. Die Station gehört zu den eher mäßig frequentierten Stationen des U-Bahn-Netzes. An einem normalen Werktag steigen hier 3.800 Pendler zu.
Die Station wurde am 1. Oktober 1950 in Betrieb genommen, als der erste Abschnitt der Tunnelbana zwischen Slussen–Hökarängen eingeweiht wurde. Die Station liegt zwischen den Stationen Sandsborg und Skärmarbrink. Bis zum Stockholmer Hauptbahnhof sind es etwa fünf Kilometer.

## Reisezeit
| Linie | bis Station   | Reisezeit | bis Station                    | Reisezeit          |
| T18   | Alvik         | 26 min    | Gamla stan Slussen T-Centralen | 8 min 9 min 13 min |
| T18   | Farsta strand | 13 min    | Gamla stan Slussen T-Centralen | 8 min 9 min 13 min |